# Шельтинги
Шельтинг (нидерл. van Scheltinga, вариант написания Шельтинга, в русских документах начала XVIII века встречается Схелтинга, Шхельтинг) — русский дворянский род голландского происхождения, родоначальник которого Вейбрант Шельтинг переселился в Россию при Петре I.

## Исторические корни
Род Шельтинг происходит от старинного фризского рода van Scheltinga (по правилам нидерландско-русской практической транскрипции — ван Схелтинга), одна из ветвей которого на протяжении последних 300 лет проживает в России. Генеалогия рода  van Scheltinga прослеживается начиная с XV века. Фамилия van Scheltinga происходит от голландского имени Schelte.
Основатель российской ветви рода Scheltinga, Вейбрант Шельтинг, происходит из семьи Gerlacus Wybouds Scheltinga (1637-1706) юриста и налогового адвоката в городке Тернард(Фрисландия (Нидерланды))..  Мать Вейбранда Saeckjen Pieters Fogelsangh (1644-1681) родилась 21 августа 1644 в Леувардене (nl:Leeuwarden). Вейбранд был шестым ребенком в семье.
В известной работе "Rusland en de Nederlanden beschouwd in derzelver Wederkeerige Betrekkingen", Якоб Схелтема (нидерл. Jacobus Scheltema) указывает, что герб Вейбранда Шельтинга сходен с гербом Эко Шельтинга(нидерл. Eco Scheltinga), бургомистра Лееувардена. Подробно этот вопрос рассмотен в работе Хана Хеттема(нидерл. Haan Hettema), в ней приводится изображение герба Шельтинга, этот герб поместил в работе посвященной Вейбранту Шельтингу и Иохан Зиэлстра(нидерл. Johan Zielstra ) .

## На службе России
Во время Великой Северной войны 1700—1721 годов, для защиты завоёванных побережий и для атак на вражеские морские пути сообщения в Балтийском море было положено начало строительства военно-морского флота Российской Империи. В 1703 г. Император Пётр I, видя, что для заводимого им флота недостает у него искусных морских офицеров, поручил вице-адмиралу Крюйсу, отъезжавшему  в Голландию, приискать там опытных морских офицеров и пригласить их на русскую службу. В числе приглашенных Крюйсом офицеров в Россию прибыл Вейбрант Шельтинг(Wybrand (Wijbe) Gerlacus Scheltinga), служивший в голландском флоте капитаном, и в 1704 г. принятый на русскую службу тем же чином.
Через три года после приезда он командовал одним из отрядов галерного флота, в 1712 году командовал эскадрой и за успешное выполнение операции был награждён чином капитан-командора. Осенью 1715 г. Вейбрант Шельтинг был послан в Голландию для найма морских служителей и для наблюдения за отправкой в Россию купленных кораблей. В 1716 г. Шельтинг в Копенгагене  принял начальство над русским флотом и плавал с ним под штандартом Государя. В 1717, командуя арьергардом флота, бывшего под начальством гр. Апраксина, ходил в плавание до Гогланда и 31-го октября произведен был в шаубенахты от синего флага. В мае 1718 г. Вейбрант Шельтинг пришел в Кронштадт из Ревеля с зимовавшими там кораблями, заболел и 18-го июня скончался на борту корабля "Мальбург". На похоронах присутствовали царь, флагманы и министры.
Подводя итог жизнеописания Вейбранда Шельтинга В.Н. Берх пишет:

К чести сего достойного человека надо сказать: служа 15 л. в русском флоте, Ш. исполнял все возложенные на него поручения с примерным усердием, с похвальной ревностью.
— В.Н. Берх Жизнеописание шаубенахта Вейбранта Шельтинга 
Вейбрант Шельтинг стал родоначальником династии русских моряков.

### Второе поколение
Жена Вейбранта Шельтинга Доротея Фробус (Frobus), осталась после его смерти с малолетними сыновьями  Петром и Алексеем(Alexius). Старший сын Вейбранта Шельтинга, Петр , служил в армии. Начав службу в 1726 г. фендриком в 1738 году он был капитаном,  а в 1757 году подполковником . Скончался он 1771 году в Риге, где и был похоронен.
Младший сын Вейбранта Шельтинга Алексей Елизарович был принят во флот мичманом, участвовал во Второй Камчатской экспедиции. В 1733 году был назначен в отряд капитана Шпанберга, командовал дубель-шлюпкой «Надежда». Сведения, собранные мичманом Шельтингом позволили нанести на карту западный берег Охотского моря, начиная от Охотска, устье реки Уды, Шантарские острова. В 1766 году он получает чин генерал-майора и назначается Главным командиром Архангельского порта. В 1768 году назначен Генерал-казначеем и управляющим «Казначейскою» экспедицией Адмиралтейств-коллегии. В 1772 году он назначен командиром Ревельского порта с «пожалованием Генерал-казначея Шельтинга в контр-адмиралы». 18 февраля 1780 года последовал Высочайший указ: «По поданным Нам от Адмиралтейств-коллегии докладам контр-адмирала, находящегося в Ревельском порту Главным командиром, Алексея Шельтинга по прошению их Всемилостивейшее увольняем из службы Нашей с узаконенными пенсиями из определенной на то суммы».
В честь Алексея Шельтинга  названы залив Шельтинга в Охотском море, и мыс Шельтинга на восточном берегу о. Сахалин.

### Третье поколение
От брака Алексея Шельтинга с Ульрикой Элеонорой Хелвиг (Helwig) родились две дочери, Дарья  (в замужестве Шишкова) и Екатерина (в замужестве Хвостова).

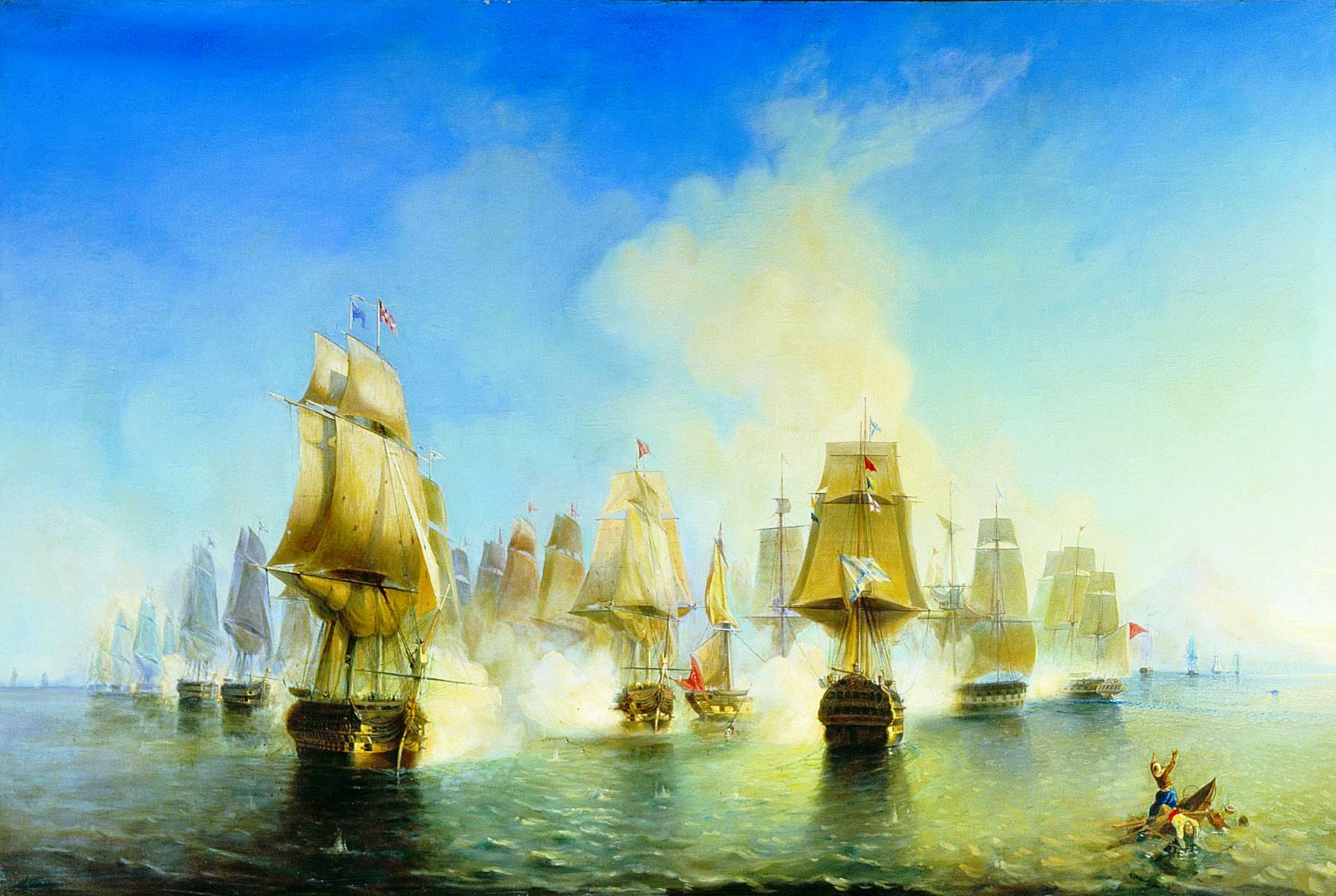
А. П. Боголюбов «Афонское сражение 19 июня 1807 года»

От брака полковника Петра Шельтинга с Марией Митлер (Mittler) родились два сына и пять дочерей. Оба сына Пётра, Густав (Gustav Ernst) и Роман (Reinhold Peter), служили во флоте.
- Старший сын Петра Шельтинга, Роман Петрович (1762-1834), окончил Морской корпус, участвовал в сражениях русско-шведской войны 1788—1790 годов. 9 января 1803 года награждён орденом Святого Георгия 4-го класса за «беспорочную выслугу, в офицерских чинах, 18-ти шестимесячных морских кампаний». В 1805 году в составе флота, участвовал в операциях у берегов Адриатического моря. После начала русско-турецкой войны 1806—1812 годов Шельтинг, командовавший кораблем «Скорый»,  участвовал в овладении островом Тенедосом, в Афонском сражении и сражении при Дарданеллах. За участие в кампании был награждён орденом Святого Владимира 3-й степени.

15 мая 1814 года, в чине генерал-майора, Шельтинг был назначен капитаном Архангельского порта. На этом посту 31 июля 1819 года Роман Петрович был награждён орденом Святой Анны 1-й степени. После 9-летней службы на этой должности, 25 апреля 1823 года, Роман Петрович Шельтинг был назначен военным губернатором и главным командиром Свеаборгского порта в Финляндии. Эту последнюю должность он занимал до самой своей кончины, наступившей 9 марта 1834 года. В 1827 года произведен в генерал-лейтенанты, в 1830 году награждён орденом Святого Владимира 2-й степени.
- Густав Петрович(1766-1803), как и его старший брат, закончил Морской корпус, после чего служил на Балтийском флоте, участвовал в сражения русско-шведской войны 1788—1790 годов, вышел в отставку капитан-лейтенантом в 1803 году.

### Четвертое поколение
От брака Романа Петровича с баронессой Вильгельминой Генриеттой Неттельгорст(Wilhelmine Henriette von Netttelhorst) родились два сына, Александр и  Владимир (Woldemar Wybrand), и четыре дочери, Леокадия (Leonie, в замужестве Мофет), Эмилия (в замужестве Михайлова), Анна (в замужестве Шишмарева), Елизавета (Elisabeth Reinholdine, в замужестве Гессен).
Старший сын Александр (1806-1836) служил в Литовском Лебгвардии полку, дослужился до звания поручика, но рано умер. Младший сын Романа Петровича, Владимир Романович, служил во флоте. Начав службу на парусных судах он продолжил службу на первых пароходах «Усердный», «Нева». Награждён орденом Св.Станислава III степени. В период 1853-1854 гг, командиром парохода «Быстрый», участвовал в операциях Балтийской компании.  После того, как в марте 1856 года был подписан Парижский мирный договор, поставивший точку в Крымской войне, Владимир Романович, был переведён на службу на коммерческих судах в РОПиТ. На этой службе Владимир Шельтинг произведён в капитаны первого ранга (в 1865г). В 1874 году он был зачислен на действительную военную службу и за выслугу 35 лет в офицерских чинах награждён орденом Св. Владимира IV степени с бантом. А 21 апреля 1875г произведён в генерал-майоры, с увольнением от службы.

### Пятое поколение

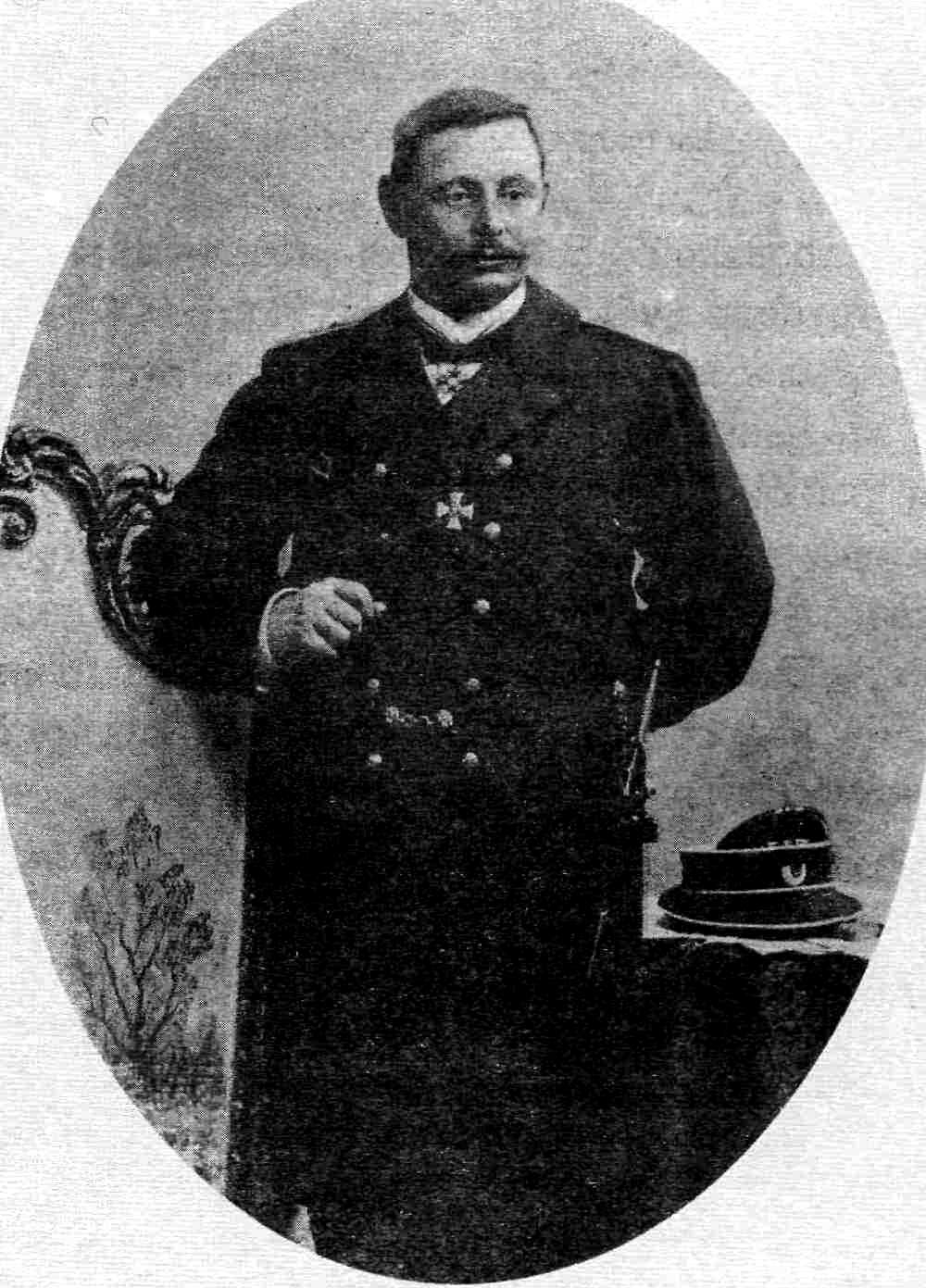
Шельтинг Владимир Владимирович

От брака Владимира Романовича с Вильгельминой Гессен родились сыновья Роман (Reinhold, 1847-1909), Александр (р.1850), Владимир (Woldemar, 1864-1921), Федор (Friedrich Gustav, 1866-1937) и дочь Вильгельмина. Из четырёх сыновей Владимира романовича морскую традицию рода продолжил только Владимир. Старший, Роман Владимирович, по состоянию здоровья не смог поступить на морскую службу и служил по железнодорожному ведомству. Он окончил Институт инженеров путей и сообщений и был назначен начальником ст. Жмеринка.
Младший сын Владимира Романовича, Федор Владимирович, так же не мог служить по состоянию здоровья, он всю жизнь проработал чертежником на Балтийском заводе.
Владимир Владимирович Шельтинг служил на флоте, участник Китайского похода (1900—1901), штурма фортов Таку. Награждён орденом Св. Владимира IV степени с мечами и бантом, французским орденом Почётного легиона кавалерского креста и японским орденом Священного сокровища. Участник русско-японской войны, награждён орденом Св. Георгия IV степени, получил Золотое оружие «За храбрость». Кроме того, за отличие против неприятеля, был награждён орденами Св. Станислава II степени с мечами и Св. Анны II степени с мечами. 29 марта 1909 года произведён в капитаны 1-го ранга.
С началом Первой мировой войны Владимир Шельтинг назначается в состав учрежденной Георгиевской думы. В декабре 1914 года награждается орденом Св. Владимира 3-й степени. 6 декабря 1914 года награждён орденом Св. Владимира III степени, к которому 18 апреля следующего года были пожалованы мечи.
В 1918 году Владимир Владимирович перешел на службу в Рабоче-крестьянский Красный флот, был комендантом Шлиссельбургской крепости, в марте 1920 года отчислен от этой должности по состоянию здоровья. Скончался в сентябре 1921 года. Похоронен на Смоленском кладбище в Петрограде.

### Шестое поколение
Морскую династию продолжили два сына Владимира Владимировича Шельтинга: Борис и Юрий.

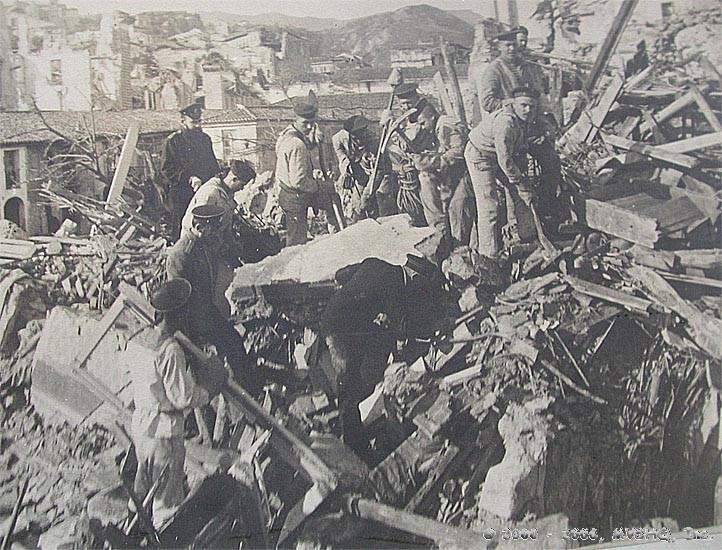
Моряки с броненосца «Слава» на развалинах Мессины

Шельтинга Борис Владимирович, (Шельтинга 2-й), родился 22 октября 1888 года. Во время учебы в Морском корпусе в декабре 1908, находясь в Средиземном море у берегов Италии, принимал участие в спасении жителей города Мессины, пострадавших от землетрясения, был награжден серебряной медалью итальянского правительства. После выпуска из Морского корпуса служит в 1-й Балтийском флотском экипажев чине мичмана . В 1913 производится в лейтенанты, 6 декабря 1913 года награждается орденом Св. Станислава 3-й степени. В Первую мировую войну служил на Балтийском флоте.
2 марта 1917г в Кронштадте арестован как «политический противник». В декабре 1917 года зачислен на службу в ВМС РККА, с назначением во флотилию Северного Ледовитого океана на посыльное судно «Горислава». В марте 1918 решением Революционного Трибунала осужден на 3 года заключения.
После высадки в Архангельске войск Антанты, с августа 1918, числится в Списках офицеров белой флотилии Северного Ледовитого океана, а затем в списке Славяно-британского легиона. В начале 1920г после разгрома Северной армии, перешел в Белый Черноморский флот. В 1920 году на морском транспорте «Добыча», в составе Русской Эскадры, перешел в Бизерту. До октября 1923 года служил в госпитале организованном на транспорте «Добыча». Позже намеревался ехать на службу во Францию. Первая Дочь Бориса Владимировича,  Маргарита Борисовна Шельтинга (1912-1998) жила в Ленинграде, где и ныне живут потомки Бориса Владимировича.
Юрий Владимирович начал службу на Балтийском флоте мичманом, участвовал в операциях Первой мировой войны, награждён орденом Св. Станислава 3-й степени с мечами бантом, орденом Св. Анны 4-й степени «За храбрость». 10 апреля 1916 года он досрочно производится в чин лейтенанта, а 26 мая того же года награждается орденом Св. Анны 3-й степени с мечами и бантом - «за самоотвержение, мужество и усиленные труды в обстановке военного времени». Февральскую революцию он встретил в Гельсингфорсе. Участввовал в обороне Моонзундской позиции осенью 1917 года.
Октябрьский переворот встретил на эсминце «Константин», матросы эсминца выбрали Юрия Шельтинга командиром. Он признал Советскую власть и добровольно вступил в Красный флот. Служил на Черноморском, Балтийском флотах, участвовал в организации Северного флота, преподавал в ВМУ им. М. Фрунзе. Во время службы на Чёрном море он совершал походы в качестве командира отряда советских кораблей в Константинополь, Неаполь, Мессину. В 1940 г. присвоено звание контр-адмирала.
В период Великой Отечественной войны служил начальником l-го отдела (инспекция боевой подготовки) Управления боевой подготовки ВМФ СССР, заместителем начальника Управления. После войны  назначен старшим инспектором по военно-морской подготовке в Управлении военно-морских учебных заведений.
Награждён орденом Ленина, двумя орденами Красного Знамени и Красной Звезды.
От брака Федора Владимировича Шельтинга и Анны Боголюбовой родились сыновья, Александр и Владимир (Waldemar) и две дочери Антонина и Евгения. От второго брака с Отилией Крузе (Ottilie Valentine Kruse) родился сын Василий (Wilhelm).
Александр Федорович фон Шельтинг закончил 1 кадетский корпус, Владимирское училище и летную школу в Гатчине, участник Первой мировой войны. В июне 1917 году поручик фон-Шельтинг служил летнабом в 6-го Сибирском корпусном авиаотряде, который был придан придан 3-му Сибирскому корпусу, действовавшему в составе Западного фронта.
Владимир Федорович после окончания Приюта принца Ольденбургского поступил в Военно-медицинскую академию, в 1916 призван в действующую армию, служил ротным фельдшером. В июле 1918 года он добровольно вступил в Красную армию, участвовал во всех походах с частями 24 "Железной" дивизии на Красновском, Чехословацком, Калчаковском, Деникинском, Белопольском фронтах в должностях лекпома, зав. аптекой, инструктора Санпросвет. В 1920 году вступил в ВКП(б). Войну он закончил в должности политрука в Киевском Военном Госпитале. После войны был политруком Клинического военного госпиталя Военно-медицинской академии. После увольнения с военной службы работал в должности заведующего учебно-воспитательной частью в Исправительно-Трудовых Учреждениях для несовершеннолетних. Умер в 30г в Кузнецком округе где работал в Окружном отделе народного образования в должности инспектора по библиотечной работе.
Младший сын Романа Владимировича, Роман Романович Шельтинг (1897-1979),  окончил военное училище в Одессе. В начале 1918 после расформирования 158-запасного пехотного полка  вступает в военную организацию Всевобуч и направляется на курсы в Киев. Не добравшись до места назначения, в условиях смуты прибивается то к одной воинской группировке, то к другой, сталкивается и с Махно. В 1918 в Елисаветграде вступил в Добровольческую армию принимал участие в военных действиях. При защите Перекопа был тяжело ранен, эвакуирован в Пирей. В 1932 году становится священником. После выхода Указа Советского правительства о репатриации семья Романа Романовича вернулась на Родину. Потомки Романа Романовича до сего дня проживают в Ростове-на-Дону. В Санкт Петербурге, Москве и Геленджике живут потомки Васили Федоровича и Владимира Федоровича Шельтинга.

## В эмиграции
Старший сын Романа Владимировича, известный социолог, Александр Романович фон-Шельтинг (1891-1962), учился до начала Первой мировой войны в Киеве, затем переехал в Гейдельберг, в 1922 г. защитил диссертацию о Максе Вебере. После эмиграции работал в США, профессор Колумбийского университета. В 1948-1950 сотрудник ЮНЕСКО, с 1954 профессор социологии в Цюрихе.
Младший сын Романа Владимировича, Роман Романович Шельтинг (1897-1979),  в 1918 вступил в Добровольческую армию принимал участие в военных действиях. При защите Перекопа был тяжело ранен, эвакуирован в Пирей. После скитаний в Болгарии, Греции, Франции, в 1932 году Роман Романович с семьей возвращается в Болгарию, оканчивает богословские курсы и становится священником. После выхода Указа Советского правительства о репатриации Роман Романович вернулся на Родину, при этом часть семьи осталась в Болгарии. Потомки Романа Романовича до сего дня проживают в Болгарии и во Франции..
Старший сын Владимира Владимировича, Борис Владимирович Шельтинг в начале 1920г после разгрома Северной армии, перешел в Белый Черноморский флот. На морском транспорте «Добыча» в составе Русской Эскадры перешел в Бизерту. До октября 1923 года служил в организованном на транспорте «Добыча» госпитале. Позже намеревался ехать на службу во Францию 
.

## Признание потомственного дворянского достоинства Российской Империи
Российское потомственное дворянство Шельтинги унаследовали от основателя рода Вейбранда Шельтинга, начавшего службу в Русском флоте в чине капитана-командора и дослужившегося до чина шаутбенахта (IV класса в Табели о рангах). Однако род Шельтинга не был занесен в Родословные книги. Очевидно, служившие в высоких рангах морские офицеры не считали необходимым обратиться за подтверждением своего дворянского достоинства ни в Департамент Герольдии, ни в губернские Дворянские Собрания.
После восстановления деятельности Российского Дворянского Собрания в 1991г, род Шельтинга был внесен в 8-ю часть Новой Родословной Книги Российского Дворянского Собрания после того, как Елизавета Романовна Боноварян (Шельтинг) подала прошение о внесении в Родословную книгу по заслугам предков.

## Родственные дворянские роды
Роман Петрович состоял в браке с баронессой Вильгельминой Генриеттой Неттельгорст, Владимир Романович состоял в браке с Вильгельминой фон-Гессен.
По женским линиям Шельтинги состоят в родстве с известными морскими фамилиями.
Старшая дочь Алексея Елизаровича, Дарья,  вышла замуж за адмирала А.С. Шишкова. Младшая, Екатерина - за статского советника Александра Ивановича Хвостова. От  этого брака родились пять сыновей и две дочери. Отчаянной храбростью на службе в Русско-Американской компании (1802-1807), в военных действиях против шведов (1808) прославился старший сын Хвостов, Николай Александрович, (правнук Вейбранта Шельтинга). Г. Р. Державин 24 декабря 1809 года (5 января 1810 год) написал стихотворение «В память Давыдова и Хвостова», напечатанное в 1816 году. Переход с Аляски в Калифорнию торгового судна «Юнона» которым командовал Алексей Хвостов, в сопровождении тендера «Авось» под командованием мичмана Давыдова послужила источником для создания поэмы Андрея Вознесенского «Авось!», по мотивам которой поставлена рок-опера Алексея Рыбникова «Юнона и Авось».
Дочери Романа Петровича вышли замуж за морских офицеров, дослужившимися до генеральских чинов. Леокадия - за адмирала Самуила Мофета, Эмилия - за генерал-майора флота В. Д. Михайлова, Анна - за генерал-майора флота Шишмарева В. Д., Елизавета - за генерал-лейтенанта флота Егора Гессена. От этого брака родилась Леонида Егоровна фон Гессен (в замужестве Головачева), прабабка княгини Леониды Георгиевны Багратион-Мухранской и прапрабабка главы Российского императорского дома Марии Владимировны Романовой, являющейся правнучкой Р. П. Шельтинга. От этого же брака родились будущий адмирал Ф.Е. Гессен(1841 — ?) и его сестра Терезия, супруга Николая Алексеевича Ивашинцова, контр-адмирала, гидрографа, участника Туркестанских походов.

## Известные представители рода
- - Шельтинг Пётр Елеазарович (1707—1771)
    -  Шельтинг, Роман Петрович (1762—1834) — русский генерал-лейтенант
      -  Шельтинг, Владимир Романович (1821—1872) — русский генерал-майор
        - Шельтинг Роман Владимирович (1847—1909) — начальник железнодорожной станции Жмеринка
          -  Фон Шельтинг, Александр Романович (1894—1963) — австрийский и американский социолог и культуролог

        -  Шельтинг, Владимир Владимирович (1864—1921) — русский-советский контр-адмирал
          -  Шельтинга, Юрий Владимирович (1891—1962) — советский контр-адмирал

  -  Шельтинг, Алексей Елеазарович (1717—1772) — контр-адмирал, участник экспедиции Витуса Беринга

## Имя на карте
В честь А. Е. Шельтинга названы:
- Залив Шельтинга,  северное побережье Охотского моря.
- мыс Шельтинга на восточном побережье  о. Сахалин[18].
- гора Шельтинга на восточном побережье  о. Сахалин.